# 唐殿文
唐殿文（1963年8月22日—），中華民國外交官、政府官員。畢業於香港大學國際關係碩士，曾任駐丹麥台北代表處秘書、香港事務局服務組長、外交部研究設計會國防安全組長、外交部長辦公室／禮賓司專門委員、外交部非政府組織國際事務會副執行長、外交部外交及國際事務學院簡任秘書、駐韓國臺北代表部釜山辦事處總領事銜處長、駐馬紹爾群島大使、駐韓國台北代表部大使銜代表、外交部機要事務辦公室主任秘書等職務，現任駐愛爾蘭臺北代表處大使銜代表。

## 職業生涯
2014年8月30日，駐釜山辦事處長唐殿文應邀到韓國職棒NC恐龍主場的馬山綜合運動場棒球場，為NC恐龍與斗山熊的比賽開球，並為推廣台灣觀光在球場設置「台灣旅遊專櫃」。
2019年4月18日，《韓國時報》刊登駐韓國代表唐殿文的訪問內容，他表示「中華民國從來就不是中華人民共和國的一部分」，總統蔡英文的兩岸政策是維持現狀，「這意味著和平」，也是台灣的主流民意，而中國則是試圖改變兩岸現狀。此外，他也指出台灣不會接受如同香港的「一國兩制」安排，並強調「只有在平等的基礎上及用和平的方式才能共存。」當被問及台美關係近年來升溫，是否會覺得美國是在利用台灣作為對抗中國影響力的籌碼，而台灣夾在兩個超級大國之間，則表示「雙邊關係應該使雙方都受益」，儘管台灣備受壓力，但仍充滿活力，原因在於台灣與美國、歐洲、韓國及其他民主國家共享的基本價值且讓彼此相互連結在一起。
中華民國政府在韓國有20多筆土地，由於歷史及兩國斷交等因素，目前由中國國民黨駐韓直屬支部等僑民團體長年使用，外交部多年來期盼簽署委託管理契約但進度緩慢，僑界盛傳不當黨產處理委員會將利用新任駐韓國代表唐殿文上任後，配合民進黨政府全面討回在韓國的國有土地後出售。僑界對此將拒絕配合，一旦走上法律程序，在韓國承認「一個中國」政策下，恐被中華人民共和國繼承。